# Aleksandr Konoválov
Aleksandr Ivánovich Konoválov (en ruso: Александр Иванович Коновалов) (17 de septiembre de 1875, Moscú - 28 de enero de 1949, Nueva York) fue un empresario y político miembro del Partido Democrático Constitucional (conocidos como kadetes, por sus siglas en ruso, KD). Siendo uno de los más grandes propietarios de manufacturas textiles de Rusia, dio el paso a la política como dirigente del Partido Progresista de Rusia, liberal de orientación y empresarial, y fue miembro del Bloque Progresista en la Cuarta Duma.  Durante la Primera Guerra Mundial, fue vicepresidente del Comité Militar-Industrial presidido por Aleksandr Guchkov y, después de la Revolución de febrero de 1917, se le designó ministro de Comercio e Industria del nuevo Gobierno Provisional. Después de la Revolución de octubre de 1917, emigró a Francia, donde fue el líder de los emigrados rusos de ideología izquierdista; al comienzo de la Segunda Guerra Mundial, se trasladó a los Estados Unidos.